# McLaren MP4/15
El McLaren MP4/15 fue un coche de Fórmula 1 utilizado por el equipo McLaren-Mercedes en la temporada 2000 de Fórmula 1. El chasis fue diseñado por Adrian Newey, Steve Nichols, Neil Oatley y Henri Durand, y Mario Illien diseñó el motor Ilmor a medida. El coche demostró ser muy competitivo y obtuvo siete victorias al igual que su predecesor, el MP4/14, pero el Ferrari F1-2000 lo superó por poco en los campeonatos de pilotos y constructores.
Durante la temporada, al equipo se le descontaron 10 puntos de constructores en el Gran Premio de Austria después de que se descubriera que faltaba uno de los sellos exigidos por la FIA; no se encontró evidencia de manipulación.
McLaren utilizó logotipos "West", excepto en los Grandes Premios de Gran Bretaña y Francia, donde utilizó el nombre de los respectivos pilotos.

## Resultados
(Clave) (negrita indica pole position) (cursiva indica vuelta rápida)

| Año     | Motor             | Neu. | N.º | Pilotos         | 1   | 2   | 3   | 4   | 5   | 6   | 7   | 8   | 9   | 10  | 11  | 12  | 13  | 14  | 15  | 16  | 17  | Puntos | Pos. |
| ------- | ----------------- | ---- | --- | --------------- | --- | --- | --- | --- | --- | --- | --- | --- | --- | --- | --- | --- | --- | --- | --- | --- | --- | ------ | ---- |
| 2000    | Mercedes-Benz V10 | B    |     |                 | AUS | BRA | SMR | GBR | ESP | EUR | MON | CAN | FRA | AUT | GER | HUN | BEL | ITA | USA | JPN | MYS | 152    | 2º   |
| 2000    | Mercedes-Benz V10 | B    | 1   | Mika Häkkinen   | Ret | Ret | 2   | 2   | 1   | 2   | 6   | 4   | 2   | 1   | 2   | 1   | 1   | 2   | Ret | 2   | 4   | 152    | 2º   |
| 2000    | Mercedes-Benz V10 | B    | 2   | David Coulthard | Ret | DSQ | 3   | 1   | 2   | 3   | 1   | 7   | 1   | 2   | 3   | 3   | 4   | Ret | 5   | 3   | 2   | 152    | 2º   |
| Fuente: |                   |      |     |                 |     |     |     |     |     |     |     |     |     |     |     |     |     |     |     |     |     |        |      |